# BMW M1

## Prva generacija
BMW M1 je prvi službeni automobil M odjela. Lamborghini i BMW su skupa počeli projekt za homologaciju jer je M1 prvobitno namijenjen za utrke. Kad je projekt napokon završen M1 se više nije mogao natjecati ni u jednom natjecanju pa je osnovano M1 ProCar natjecanje. Pokretao ga je redni motor sa 6 cilindara obujma 3,5 litre, razvijao je 277 konjskih snaga. Ubrzavao je do 100 km/h za 5,6 sekundi, mjenjač je bio ručni s 5 stupnjeva prijenosa a maksimalna brzina je 262 km/h. M1 je 4360 mm dug a međuosovinski razmak je 2560 mm. Proizvedena su 453 primjerka.